# Neodrassex nordeste
Espèce
Neodrassex nordeste est une espèce d'araignées aranéomorphes de la famille des Gnaphosidae.

## Distribution
Cette espèce est endémique du Piauí au Brésil,. Elle se rencontre dans le parc national de Sete Cidades.

## Description
La femelle holotype mesure 2,63 mm.

## Étymologie
Son nom d'espèce lui a été donné en référence au lieu de sa découverte, le Nordeste.

## Publication originale
- Ott, 2013 : Three new species of Neodrassex (Araneae, Gnaphosidae) from Brazil. Iheringia, Série Zoologia, vol. 103, no 4, p. 381-387 (texte intégral).